# Martin Kotthaus
Martin Kotthaus (* 13. Mai 1962 in Burscheid) ist ein deutscher Diplomat. Er ist seit September 2018 deutscher Botschafter in Belgien. Davor war er unter anderem von 2014 bis 2018 Leiter der Europaabteilung im Auswärtigen Amt und von 2011 bis 2014 Sprecher des Bundesfinanzministeriums.

## Leben
Kotthaus, der als Kind in verschiedenen Ländern mit seinen Eltern und seinem Bruder gelebt hatte, leistete nach dem Abitur in Velbert im Jahr 1981 zunächst seinen Grundwehrdienst ab und begann 1982 ein Studium der Rechtswissenschaften in Münster und Genf (Schweiz), welches er 1989 mit dem ersten Staatsexamen 1989 beim Oberlandesgericht Hamm beendete. Nach dem Referendariat am Oberlandesgericht Düsseldorf legte er das Zweite Staatsexamen 1992 ab. 1996/97 studierte er an der Fletcher School of Law and Diplomacy in Medford/Somerville (Massachusetts, USA).
Kotthaus ist verheiratet und hat zwei Kinder.

## Laufbahn
1993 begann er seine Laufbahn in der Staatskanzlei des Landes Brandenburg in Potsdam im Bereich "Europapolitik" und wechselte noch im selben Jahr ins Auswärtige Amt. 1994 wurde er als Ständiger Vertreter an die Botschaft Luanda (Angola) entsandt. Nach dem Studienaufenthalt an der Fletcher School1996/97 wechselte er 1997 als Pressesprecher an die Botschaft Washington (USA).
1999 wechselte er zum Verlag Gruner + Jahr in Hamburg, wo er im Jahr 2000 Executive Vice President Corporate Communications and Investor Relations wurde.
2003 kehrte er ins Auswärtige Amt nach Berlin zurück und wurde Leiter der Arbeitseinheit „Deutschlandbild im Ausland“. 2005 wechselte er nach Brüssel (Belgien), wo er von 2006 bis 2011 Leiter Presse der Ständigen Vertretung der Bundesrepublik Deutschland bei der Europäischen Union war, auch während der deutschen EU-Präsidentschaft 2007. Von 2011 bis 2014 hatte er die Position des Leiters Kommunikation und Sprecher des Ministers Wolfgang Schäuble im Bundesfinanzministerium in Berlin (Deutschland) inne, bevor er von 2014 bis 2018 unter den Bundesaußenministern Frank-Walter Steinmeier, Sigmar Gabriel und Heiko Maas als Ministerialdirektor die Leitung der Europaabteilung im Auswärtigen Amt in Berlin übernahm.
Im September 2018 wurde er zum außerordentlichen und bevollmächtigten Botschafter der Bundesrepublik Deutschland beim Königreich Belgien in Brüssel berufen.